# رسغي فلبيني
رسغي فلبيني أو أبخص فلبيني أو ترسير فلبيني (الاسم العلمي: Tarsius syrichta) هو نوع من الحيوانات يتبع جنس الرسغي من الفصيلة الرسغيات. يسمى هذا الحيوان بالإنكليزية Philippine Tarsier أي ترسير فليبيني. هو حيوان ثدي مهدد بالانقراض، له عينان كبيرتان يساوي حجم كلا منهما حجم دماغه وأُذنان طويلتان كأذني الخفاش ولا يقدر على تحريك عينيه وعوضاً عن ذلك فإنه يحرك رأسة في جميع الاتجاهات، ينتمي إلى فصيلة الرئيسيات كالإنسان والقردة العظمى، يعيش في إندونيسيا والفلبين ، له أرجل أمامية قصيرة وخلفية طويلة، عديم الشعر، لمعظم أصابع أرجله أظافر غير أن الأصبعين الثاني والثالث مزودان بمخالب، ينمو الترسير حتى يصير حجمه كحجم الجرذ، وهو يتنقل بين الأشجار ليلا وينام نهارا، والترسير الفلبيني معروف بانه قرد انتحاري وهو يخاف عند الاقتراب منه لدرجة أنه قد ينتحر.